# Boisseuilh
Boisseuilh is een gemeente in het Franse departement Dordogne (regio Nouvelle-Aquitaine) en telt 121 inwoners (2009). De plaats maakte deel uit van het arrondissement Périgueux. Na de aanpassing van de arrondissementsgrenzen vanaf 2017 door het arrest van 30 december 2016 behoort zij tot het arrondissement Sarlat-la-Canéda.

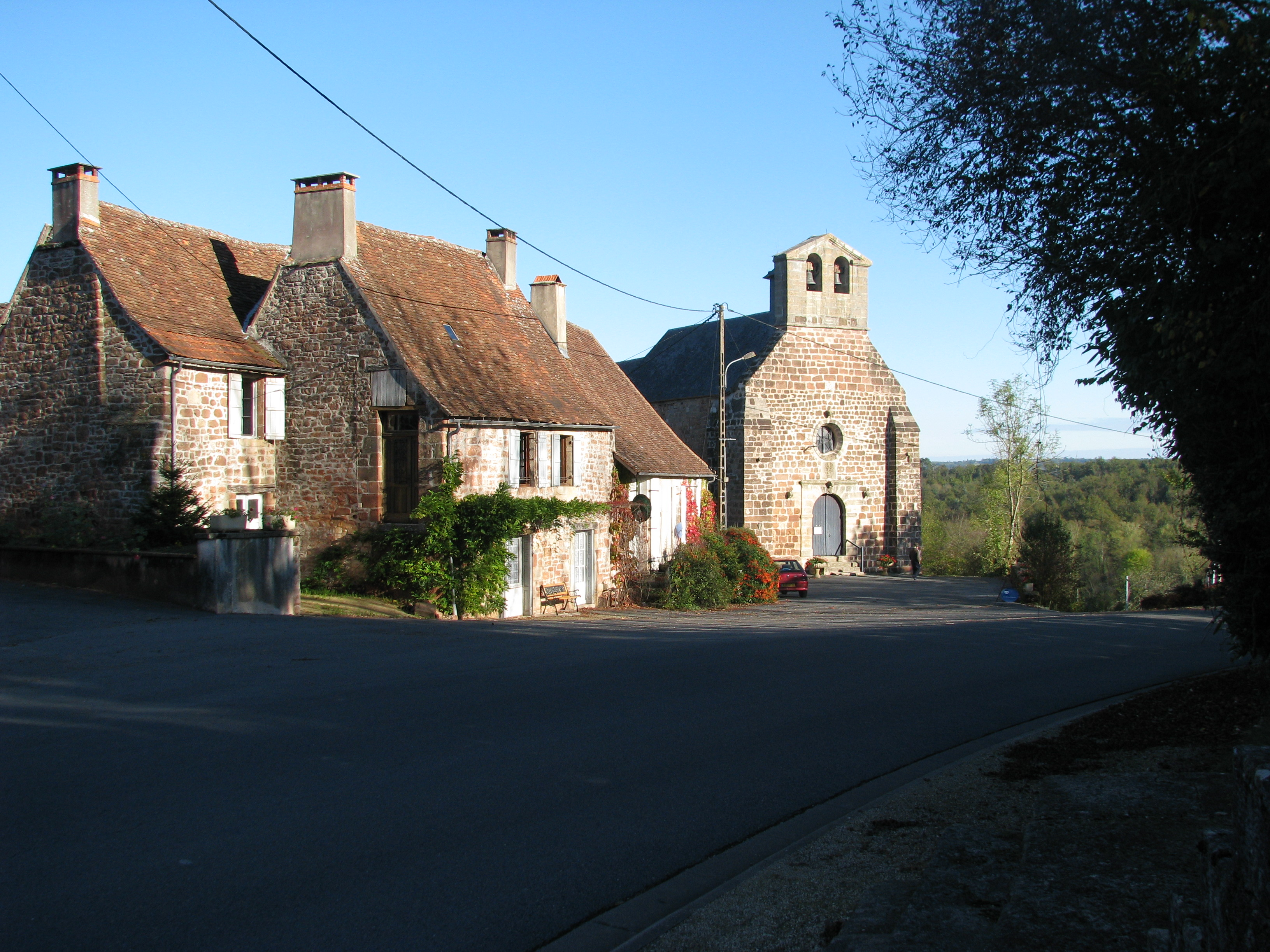
Hoofdstraat van Boisseuilh met kerk.

## Geografie
De oppervlakte van Boisseuilh bedraagt 12,6 km², de bevolkingsdichtheid is dus 9,6 inwoners per km².
De onderstaande kaart toont de ligging van Boisseuilh met de belangrijkste infrastructuur en aangrenzende gemeenten.

## Demografie
Onderstaande figuur toont het verloop van het inwonertal (bron: INSEE-tellingen).